# Marc Dufraisse
Marc Étienne Gustave Dufraisse, född 1811, död 1876, var en fransk politiker och författare.
Dufraisse var ursprungligen advokat och blev 1848 medlem av Nationalförsamlingen. Han bekämpade Ludvig Napoleons politik och blev efter dennes statskupp 1852 landsförvisad och återvände först 1870 till Paris. 1871 valdes han till deputerad och bekämpade som sådan det rojalistiska partiet. Bland Dufraises skrifter märks Ce que coûte l'empire (1853, under pseudonymen Cremutius Cordus) och Histoire du droit de guerre et de paix de 1789 à 1815 (1867).